# محمود فتوحی فیروزآباد
محمود فتوحی فیروزآباد (متولد سال ۱۳۳۸ در فیروزآباد یزد)، استاد ممتاز مهندسی برق، و هفدهمین رئیس دانشگاه صنعتی شریف بین سال‌های ۱۳۹۳ تا ۱۴۰۰ بوده است.
وی مدتی به عنوان رئیس بخش ایران IEEE فعالیت کرد و پژوهشگر برجسته‌ی سال ۱۳۹۱ در علوم مهندسی شده است. او همچنین عضو هیئت علمی واحد علوم و تحقیقات دانشگاه آزاد است.

## زندگی‌نامه
محمود فتوحی فیروزآباد در سال ۱۳۳۸ در فیروزآباد واقع در ۱۰ کیلومتری یزد به دنیا آمد. وی تحصیلات ابتدایی و راهنمایی را به ترتیب در فیروزآباد و مجومرد یزد به اتمام رساند. سپس به عنوان دانش‌آموز نمونه از فیروزآباد دوران متوسّطه را در مدرسهٔ زرگران یزد گذراند. پس از اخذ دیپلم از دبیرستان اسلامی زرگران یزد تحصیلات دانشگاهی را در دانشگاه صنعتی شریف آغاز نمود. در سال ۱۳۶۴ در رشتهٔ مهندسی برق گرایش قدرت با رتبهٔ اوّل از این دانشگاه فارغ‌التحصیل شد.
در سال ۱۳۶۵ دورهٔ کارشناسی ارشد را در دانشکدهٔ فنّی دانشگاه تهران شروع کرده و همزمان در معاونت سازندگی و آموزش (دفتر آموزش) وزارت نیرو به عنوان کارشناس انتقال و توزیع مشغول به کار شد. پس از موفقیت در امتحان اعزام و اخذ بورس تحصیلی از وزارت علوم تحقیقات و فناوری تحصیلات خود را در دانشگاه ساسکاچوان کانادا آغاز نمود و موفق به اخذ درجهٔ کارشناسی ارشد و دکترا از آن دانشگاه نیز شد. از سال ۱۳۷۷ تا ۱۳۸۱ در دانشگاه ساسکاچوان به عنوان دانشجوی فوق دکتری و استاد مشغول تحقیق و تدریس بود. وی در حال حاضر استاد ممتاز دانشکده مهندسی برق دانشگاه صنعتی شریف می‌باشد. علاوه بر تحقیق و تدریس در این دانشگاه، مشاور شرکت مدیریت شبکهٔ برق ایران در امور پایایی و امنیت شبکه در وزارت نیرو و همچنین رئیس بخش ایران آی. تریپل ئی IEEE Iran section بود.

## افتخارات
- عضو پیوسته IEEE
- رتبهٔ اوّل لیسانس مهندس برق (قدرت) از دانشگاه صنعتی شریف
- عضو برجسته (فلو) انجمن مهندسین برق و الکترونیک آمریکا (IEEE Fellow)
- منتخب بهترین پایان‌نامه دکتری از بین کلیه پایان‌نامه‌های نوشته شده در رشته‌های علوم و مهندسی و پزشکی از سال ۱۹۹۶ تا ۱۹۹۸ در دانشگاه ساسکاچوان کانادا
- جایزهٔ مدال طلای سازمان جهانی حمایت از نخبگان
- جایزهٔ شانزدهمین جشنواره بین‌المللی خوارزمی
- ریاست دانشکده مهندسی برق دانشگاه شریف ۹۰
- پژوهشگر برجسته در علوم مهندسی کشور در سال 91
- برگزیده جایزه علمی علامه طباطبایی بنیاد ملی نخبگان در سال 1392

او دارای بیش از ۱۵۰ مقاله در مجلات معتبر بین‌المللی و ۲۰۰ مقاله در کنفرانس‌های علمی می‌باشد.

## ریاست دانشگاه صنعتی شریف
در ۱۶ شهریور ۱۳۹۳، محمدعلی نجفی، سرپرست وزارت علوم، تحقیقات و فناوری، طی حکمی فتوحی فیروزآباد را به‌عنوان سرپرست دانشگاه صنعتی شریف و پس از مدتی، ریاست آن دانشگاه منصوب کرد.